# Pàtria - Tota Rússia
Pàtria-Tota Rússia (en rus: Отечество - Вся Россия, ОВР) va ser un bloc polític conservador que va existir a Rússia des de 1998 fins al 2002.

## Història
Es va formar a partir del moviment Pàtria, presidit per l'alcalde de Moscou, Yuri Luzhkov, i el col·lectiu Tota Rússia, encapçalat per Mintimer Shaimíev, Murtaza Rakhimov, Ruslan Aushev i Vladimir Yakovlev. En el seu Congrés fundacional, que va tenir lloc el 28 d'agost de 1999, els seus primers presidents electes va ser Yevgueni Primakov i Yuri Luzhkov.
El partit va participar en les eleccions legislatives de 1999, sent liderat per Yevgueni Primakov, Yuri Luzhkov i Vladímir Yákovlev. Malgrat ser considerat el favorit, finalment va obtenir un 13,3% dels vots i 68 escons en la Duma Estatal, convertint-se en el tercer partit del parlament, per darrere del principal competidor Unitat.
Els pobres resultats (respecte les previsions) i les contradiccions generades pel suport a l'elecció de Vladímir Putin com a president de Rússia el 2000, van provocar la marxa d'un grup de diputats que, juntament amb independents, van formar el seu propi bloc a la Duma.
A l'abril del 2001, Pàtria-Tota Rússia i Unitat van prendre la decisió d'unir-se en un únic partit polític, Rússia Unida, que esdevindria el principal partit del país en les següents dècades. No obstant això, el partit no va ser oficialment dissolt fins al 9 d'abril de 2002.

## Resultats electorals

### Eleccions legislatives
| Any  | Cap de llista     | # de vots  | %      | Escons   | +/- | Posició | Estatus |
| ---- | ----------------- | ---------- | ------ | -------- | --- | ------- | ------- |
| 1999 | Yevgueni Primakov | 15,549,182 | 13,59% | 68 / 450 | Nou | 3r      | Majoria |

## Vegeu més
- Unitat
- Rússia Unida